# Объект 688
Объект 688 — советская опытная боевая машина пехоты на базе лёгкого плавающего танка «Объект 685».
Опытная боевая машина разработана в конструкторском бюро (КБ) Курганского машиностроительного завода. Серийно не производилась.

## История создания
Машина создавалась в КБ КурганМашЗавода на базе лёгкого плавающего танка «Объект 685», в 1981 году были созданы два опытных образца. Однако к этому времени в тульском КБП был создан новый боевой модуль 2К23, в состав которого входило 100-мм орудие-пусковая установка 2А70 и 30-мм малокалиберная автоматическая пушка 2А72. По сравнительным испытаниям было выявлено существенное превосходство нового боевого модуля над базовым вооружением Объекта 688, поэтому машина на вооружение ВС Союза ССР принята не была. Вместо неё на вооружение был принят вариант с боевым модулем 2К23, получивший впоследствии обозначение БМП-3.

## Описание конструкции

### Броневой корпус и башня
Корпус машины сварен из бронеплит алюминиевой брони марки АБТ-102. По сравнению с предшественником БМП-1 противопульная стойкость бронекорпуса была повышена в 1,7 раза. Лобовая броня была способна выдержать попадание 30-мм бронебойного снаряда пушки 2А42 с дистанции 200 метров. В передней части машины располагается топливный бак, который придаёт машине дополнительную защиту.
В кормовой части машины располагалась силовая установка. В средней части осуществлялось спешивание десанта. Благодаря малой высоте двигателя, на силовой установкой имелся специальный проход с откидываемыми крышками, которые использовались как дополнительная защита при выходе десанта.
В передней части корпуса располагалось место механика-водителя, по бокам от него имелись места для пулемётчиков с курсовыми пулемётами.

### Вооружение
В качестве основного вооружения используется 30-мм малокалиберная автоматическая пушка 2А42. Боекомплект составляет 300 патронов.
Также имеется автоматический станковый гранатомёт АГС-17 «Пламя» с боекомплектом в 500 выстрелов.
Дополнительно, установлены три 7,62-мм пулемёта ПКТ с общим боекомплектом в 6000 патронов.
Кроме того на башенной установке были размещены две пусковые установки с ПТУР 9М113 «Конкурс». Возимый боекомплект составлял 8 ракет.

### Двигатель и трансмиссия
В качестве силового агрегата использовался дизельный двигатель УТД-29, мощностью 500 л. с. Угол развала цилиндров составлял 144°.

## Машины на базе
- БМП-3 — боевая бронированная гусеничная машина, предназначенная для транспортировки личного состава к переднему краю, повышения его мобильности, вооружённости и защищённости на поле боя в условиях применения ядерного оружия и совместных действий с танками в бою.

## Сохранившиеся экземпляры
На сегодняшний день сохранившийся экземпляр находится в Бронетанковом музее в городе Кубинка.